# سرودهای انقلابی ایران
سرودهای انقلابی ایران به سرودهای حماسی گفته می‌شود که در طول اوج‌گیری، پیروزی و پس از انقلاب اسلامی در ایران در پشتیبانی از انقلاب و مخالفت با نظام پادشاهی پهلوی ساخته و اجرا شدند. پیش از پیروزی انقلاب، این سرودها توسط هواداران گرایش‌های سیاسی گوناگون ساخته می‌شدند و بسیاری از آن‌ها در استودیوهای زیرزمینی، خانگی به‌صورت آماتور ضبط و بر روی نوار کاست در دسترس عموم قرار می‌گرفتند. سرودهای انقلابی ترکیب جدیدی از موزیک کر، آهنگ‌های چپ آمریکای لاتین، و بعدها نوحهٔ ایرانی بود که وسیله‌ای برای بیان احساسات انقلابیون شد.
تعدادی از این سرودها در سالروز انقلاب به صورت اصل یا با اجرای مجدد در صداوسیمای ایران پخش می‌شوند، و در مدارس به‌عنوان بخشی از برنامهٔ جشن‌های دههٔ فجر توسط دانش‌آموزان اجرا می‌گردند.

## جریان‌های چپ و غیرمذهبی
جریان‌های چپ و غیرمذهبی نقش پررنگی در سرودهای انقلاب ایران داشتند. سرودهایی که ریشه در جنبش‌های چپ آمریکای لاتین داشت، قطعهٔ برپاخیز از جا کن از روی آهنگ خلق متحد سرخیو اورتگا ساخته شده بود. با حذف چپ‌ها از سیاست ایران سرودهایشان هم دیگر شنیده نشد به‌جز بهاران خجسته باد که بارها در رادیو و تلویزیون ایران پخش شده‌است. سرودی که اولین بار روز بیست و نه بهمن پنجاه و هفت در سالگرد اعدام خسرو گلسرخی و کرامت‌الله دانشیان از تلویزیون ایران پخش شد.

## کانون چاووش
جریان چپ موسیقی، که با سردمداری هوشنگ ابتهاج، عملاً بخش موسیقی رادیو را در سیطرهٔ خود گرفته بود، بعد از کشتار ۱۷ شهریور خود را از رادیو بیرون کشید و به سمت تأسیس نهادی به نام کانون چاووش رفت. چاووش تأسیس شده بود تا بتواند با تولید آثار موسیقایی، از نظر مالی خود را مستقل از دولت و نهاد حکومت تعریف کند. آن‌ها برخی از آثارشان را در منازل شخصی و با کمترین امکانات ضبط می‌کردند. از جمله این آثار می‌توان «سپیده» یا ایران ای سرای امید، «شب‌نورد» ساخته محمدرضا لطفی، «همراه شو عزیز»، و «ایرانی»، ساختهٔ پرویز مشکاتیان و «سواران دشت امید» و «حصار» ساختهٔ حسین علیزاده را نام برد؛ عمدهٔ این کارها را محمدرضا شجریان و شهرام ناظری خواندند. قطعهٔ شب‌نورد چاوش فردای بیست و دو بهمن از رادیو ایران پخش شد.

## شراره‌های آفتاب
در کنار جریان موسیقایی چاوش، جریانات منتسب به چریک‌های فدایی اکثریت هم فعّال شدند. معروف‌ترین کار این گروه آلبومی بود به نام شراره‌های آفتاب که موسیقی آن را مهرداد بران، موزیسین ایرانی مقیم آمریکا، بر سروده‌هایی از سعید سلطانپور ساخت. گروه کر این آلبوم دانشجویان دانشگاه واشینگتن بودند و تک‌خوانی آن را داود اردلان انجام داد. این آلبوم به‌صورت نوار کاست وارد ایران شد و بالای دو میلیون نسخه از آن فروش رفت. همچنین سرودهای آن به‌صورت پی‌درپی از رادیو انقلاب که مدت کوتاهی در دست چریک‌های فدایی بود پخش می‌شد.

## جریان‌های مذهبی
در کنار جریان‌های غیرمذهبی، آثاری هم از سوی جریان‌های مذهبی یا با سروده‌هایی با بار مذهبی نیز ساخته شد که از جملهٔ آن‌ها می‌توان به سرود خمینی ای امام یا الله الله اشاره کرد. سرود خمینی ای امام که برای اولین بار در زمان ورود سید روح‌الله خمینی به ایران توسط گروه‌های مذهبی هوادار او در فرودگاه مهرآباد اجرا شد عناصر پررنگی از حزب جمهوری اسلامی داشت. خمینی ای امام در فهرست آثار ناملموس ملّی ایران به ثبت رسیده‌است؛ پخش این سرود انقلابی، در اوایل دههٔ ۶۰، برای حدود دو سال از رادیو و تلویزیون ایران ممنوع بود.
سرود ایران ایران اولین سرود پخش‌شده از صداوسیمای جمهوری اسلامی ایران بود؛ این سرود پس از در اختیار گرفتن مرکز صداوسیما توسط نیروهای انقلابی، از رادیو ملّی پخش شد. فریدون خشنود آن را بر اساس شعری از حسین سرفراز ساخت. ضبط این قطعه به‌صورت مخفیانه در استودیو صبا تهران انجام شد و آن را رضا رویگری که بعدها به بازیگر مطرحی در سینما تبدیل شد اجرا کرد. سرود بهمن خونین جاویدان در دومین سالگرد پیروزی انقلاب اسلامی در مرکز صدا و سینمای استان فارس تولید شد. همافر، شاعر و حمید بهبود، آهنگ‌ساز این اثر هستند.

## فهرست
| نام سرود                          | خواننده          | آهنگساز            | ترانه‌سرا          | منابع             |
| --------------------------------- | ---------------- | ------------------ | ----------------- | ----------------- |
| ایران ایران ایران (الله الله)     | رضا رویگری       | فریدون خشنود       | افشین سرفراز      | [ ۸ ]             |
| بهاران خجسته باد یا هوا دلپذیر شد | گروه کر          | اسفندیار منفردزاده | کرامت‌الله دانشیان | [ ۳ ] [ ۲ ] [ ۱ ] |
| به لاله در خون خفته یا به‌پیش      | گروه کر          | مجتبی میرزاده      | جهانبخش پازوکی    | [ ۲ ] [ ۳ ]       |
| بهمن خونین جاویدان                | گروه کر          | حمید بهبود         | محمدحسین همافر    | [ ۲ ]             |
| خمینی ای امام                     | گروه کر          | حمید شاهنگیان      | حمید سبزواری      | [ ۳ ]             |
| آمریکا آمریکا ننگ به نیرنگ تو     | اسفندیار قره‌باغی | احمدعلی راغب       | حمید سبزواری      | [ ۲ ]             |
| بانگ آزادی                        | محمد گلریز       | احمدعلی راغب       | حمید سبزواری      | [ ۲ ]             |
| بوی گل و سوسن و یاسمن آید         | گروه کر          | محمدعلی ابرآویز    | محمدعلی ابرآویز   | [ ۲ ]             |
| برخیزید ای شهیدان                 | گروه کر          |                    | حمید سبزواری      | [ ۲ ]             |
| آفتابکاران جنگل                   | داوود شراره      | مهرداد بران        | سعید سلطان‌پور     | [ ۵ ]             |
| ایران من                          | داوود شراره      | مهرداد بران        | سعید سلطان‌پور     | [ ۵ ]             |
| گل مینا                           | داوود شراره      | مهرداد بران        | سعید سلطان‌پور     | [ ۵ ]             |
| خون ارغوان‌ها                      | داوود شراره      | مهرداد بران        | سعید سلطان‌پور     | [ ۵ ]             |
| رود                               | داوود شراره      | مهرداد بران        | سعید سلطان‌پور     | [ ۵ ]             |
| باد و توفان                       | داوود شراره      | مهرداد بران        | سعید سلطان‌پور     | [ ۵ ]             |
| برپا خیز                          | گروه کر          | سرخیو اورتگا       | علی ندیمی         | [ ۳ ]             |
| آزادی                             | فرامرز اصلانی    | فرامرز اصلانی      |                   | [ ۳ ]             |
| شب‌نورد                            | محمدرضا شجریان   | محمدرضا لطفی       | اصلان اصلانیان    | [ ۳ ]             |
| الله الله تو پناهی بر ضعیفان      | هاتف             | علی درخشان         | مسعود هوشمند      | [ ۹ ] [ ۱۰ ]      |